# Politikåret 1822

## Händelser
- 30 mars - Floridaterritoriet upprättas i USA.[1]
- 9 juli - Jonas Collett efterträder Mathias Sommerhielm som Norges förstestatsråd.[2]
- 7 september - Kungariket Brasilien utropas självständigt från Portugal.[3]
- 12 oktober - Kejsardömet Brasilien utropas.[3]

### Fotnoter
1. ↑  ”Florida” (på engelska). World Statesmen. http://www.worldstatesmen.org/US_states_F-K.html#Florida. Läst 30 juli 2015.
2. ↑  ”Norway” (på engelska). World Statesmen. http://www.worldstatesmen.org/Norway.htm. Läst 1 augusti 2015.
3. 1 2  ”Brazil” (på engelska). World Statesmen. http://www.worldstatesmen.org/Brazil.html. Läst 30 juli 2015.